# Kevin Kühnert
Kevin Kühnert (Berlín Occidental, 1 de julio de 1989) es un político alemán y secretario general del Partido Socialdemócrata de Alemania (SPD) que se ha desempeñado como miembro del Bundestag desde las elecciones de 2021, en representación del distrito Berlín-Tempelhof-Schöneberg.
Desde el 24 de noviembre de 2017 hasta el 8 de enero de 2021, Kühnert fue presidente federal de los Jusos (organización juvenil del SPD), y anteriormente se desempeñó como su vicepresidente.

## Biografía

### Primeros años
Kühnert nació en Berlín Occidental. Su padre es empleado de impuestos y su madre trabaja en una oficina de empleo. Recibió su nombre en honor al futbolista Kevin Keegan.  Aprobó su examen final en el Beethoven-Gymnasium en Lankwitz en 2008, donde también se desempeñó como portavoz de los alumnos. Luego completó un año social voluntario (alemán: Freiwilliges Soziales Jahr) en una organización para niños y jóvenes con sede en Berlín.
Kühnert trabajó inicialmente durante tres años en un centro de llamadas, luego estudió periodismo y ciencias de la comunicación en la Universidad Libre de Berlín, pero nunca se graduó. En 2016, se matriculó para obtener una licenciatura en ciencias políticas en la Universidad de Hagen, pero suspendió los estudios después de convertirse en presidente de los Jusos. En 2014, comenzó a trabajar en la Cámara de Diputados de Berlín para las parlamentarias Dilek Kolat y Melanie Kühnemann.

### Carrera política
Kühnert se unió al SPD en 2005 y presidió los Jusos en Berlín de 2012 a 2015. Desde 2015, fungió como vicepresidente federal de Jusos y fue responsable de la política fiscal, la política de pensiones, la política estructural, el combate al extremismo de derecha y la política migratoria, como así como el trabajo de las redes sociales.
Cuando Johanna Uekermann no volvió a presentarse como candidata, en noviembre de 2017, el congreso federal de los Jusos en Saarbrücken eligió a Kühnert como presidente, con 225 de 297 votos. En términos de política local, Kühnert participó activamente en el distrito de Tempelhof-Schöneberg como miembro del consejo de distrito.
Durante la campaña para la votación de los miembros del SPD sobre el acuerdo de coalición con la CDU/CSU de 2018, Kühnert, junto con la iniciativa #NoGroKo (No Gran Coalición), promovió la campaña por el No. En una convención nacional del SPD en 2019, fue elegido como uno de los cinco vicepresidentes del partido, junto con Klara Geywitz, Hubertus Heil, Serpil Midyatli y Anke Rehlinger. También respaldó a Saskia Esken y Norbert Walter-Borjans en su exitosa postulación al liderazgo del partido en 2019.
En una entrevista de agosto de 2020 con Der Tagesspiegel, Kühnert anunció que dejaría el cargo de presidente de los Jusos y dijo que "era el momento adecuado" para un nuevo liderazgo antes de las elecciones federales alemanas de 2021. Después de que Kühnert renunciara anticipadamente al cargo debido a su candidatura al Bundestag, Jessica Rosenthal fue elegida para sucederlo el 8 de enero de 2021, con 207 de 266 votos.
El 16 de diciembre de 2020, Kühnert fue nominado como candidato directo en el distrito electoral de Berlín-Tempelhof-Schöneberg en las elecciones federales de 2021.
En las negociaciones para formar una llamada coalición semáforo del SPD, Alianza 90/Los Verdes y el FDP tras las elecciones federales de 2021, Kühnert encabezó la delegación de su partido en el grupo de trabajo sobre vivienda y construcción; sus copresidentes de los otros partidos fueron Christian Kühn y Daniel Föst.
El 11 de diciembre de 2021 asumió como secretario general del SPD, sucediendo a Lars Klingbeil.

## Vida personal
En marzo de 2018, Kühnert hizo pública su homosexualidad en una entrevista para la revista Siegessäule.